# Episodi di Miraculous: Segreti
Miraculous: Segreti (Miraculous: Les secrets) è una webserie animata francese di corti da circa due minuti basati sulla serie televisiva Miraculous - Le storie di Ladybug e Chat Noir. I corti riutilizzano delle scene della serie originale e sono narrati dalla protagonista Marinette, doppiata in originale da Anouck Hautbois e in italiano da Letizia Scifoni, che, scrivendo il suo diario segreto, racconta di se stessa, delle persone che conosce e altro ancora.
La prima stagione è stata pubblicata in Francia sul sito web di TFOU dal 2 ottobre al 24 dicembre 2015. La seconda invece è stata pubblicata sul sito MYTF1 dal 2 maggio 2018 al 13 gennaio 2020.
In Italia cinque episodi della seconda stagione sono stati pubblicati sul canale YouTube di Disney Channel tra il 20 giugno e il 15 luglio 2019. La serie completa è stata caricata sul canale italiano ufficiale della serie dal 7 febbraio 2020 al 23 ottobre 2021.
| nº               | Titolo originale            | Titolo italiano                 | Pubblicazione Francia | Pubblicazione Italia |
| Prima stagione   | Prima stagione              | Prima stagione                  | Prima stagione        | Prima stagione       |
| ---------------- | --------------------------- | ------------------------------- | --------------------- | -------------------- |
| 1                | Chat Noir vu par Marinette  | Chat Noir visto da Marinette    | 2 ottobre 2015        | 9 ottobre 2021       |
| 2                | Marinette et Adrien         | Marinette e Adrien              | 7 ottobre 2015        | 19 ottobre 2021      |
| 3                | La double vie de Marinette  | La doppia vita di Marinette     | 9 ottobre 2015        | 12 ottobre 2021      |
| 4                | La fête d'anniversaire      | La mia festa di compleanno      | 13 ottobre 2015       | 18 settembre 2021    |
| 5                | Marinette et Alya           | Marinette e Alya                | 16 ottobre 2015       | 16 ottobre 2021      |
| 6                | Marinette et Paris          | Marinette a Parigi              | 12 novembre 2015      | 21 settembre 2021    |
| 7                | Marinette et la mode        | Marinette e la moda             | 19 novembre 2015      | 25 settembre 2021    |
| 8                | Ladyblog                    | Ladyblog                        | 26 novembre 2015      | 28 settembre 2021    |
| 9                | La double vie de Adrien     | La doppia vita di Adrien        | 18 dicembre 2015      | 2 ottobre 2021       |
| 10               | Ladybug vue par Adrien      | Ladybug vista da Adrien         | 24 dicembre 2015      | 5 ottobre 2021       |
| Seconda stagione |                             |                                 |                       |                      |
| 11               | Tikki                       | Tikki                           | 2 maggio 2018         | 7 febbraio 2020      |
| 12               | Maître Fu                   | Maestro Fu                      | 2 maggio 2018         | 23 ottobre 2021      |
| 13               | Plagg                       | Plagg                           | 18 maggio 2018        | 15 luglio 2019       |
| 14               | Les copines                 | Le amiche                       | 18 maggio 2018        | 19 febbraio 2020     |
| 15               | Max                         | Max                             | 28 maggio 2018        | 26 febbraio 2020     |
| 16               | Nino                        | Nino                            | 4 giugno 2018         | 21 febbraio 2020     |
| 17               | Mylène                      | Mylène                          | 12 ottobre 2018       | 20 giugno 2019       |
| 18               | Alix                        | Alix                            | 25 gennaio 2019       | 3 luglio 2019        |
| 19               | Sabrina                     | Sabrina                         | 1º febbraio 2019      | 14 marzo 2020        |
| 20               | Rose                        | Rose                            | 8 febbraio 2019       | 27 giugno 2019       |
| 21               | Nathaniel & Marc            | Nathaniel & Marc                | 8 marzo 2019          | 12 luglio 2019       |
| 22               | Gabriel                     | Gabriel                         | 7 marzo 2019          | 18 marzo 2020        |
| 23               | Ivan                        | Ivan                            | 8 marzo 2019          | 26 marzo 2020        |
| Terza stagione   |                             |                                 |                       |                      |
| 24               | Chloé vue par Marinette     | Chloé vista da Marinette        | 8 marzo 2019          | 4 settembre 2021     |
| 25               | Marinette vue par Chloé     | Marinette vista da Chloé        | 8 marzo 2019          | 7 settembre 2021     |
| 26               | Lila                        | Lila                            |                       | 11 settembre 2021    |
| 27               | Papillon et les Akumatisés  | Papillon e i cattivi akumizzati |                       | 28 agosto 2021       |
| 28               | La Famille                  | Famiglia                        |                       | 24 agosto 2021       |
| 29               | Kagami vue par Marinette    | Katami vista da Marinette       |                       | 21 agosto 2021       |
| 30               | Kagami vue par Adrien       | Katami vista da Adrien          |                       | 17 agosto 2021       |
| 31               | Luka vu par Marinette       | Luka visto da Marinette         | 24 dicembre 2019      | 31 luglio 2021       |
| 32               | Nouveaux Pouvoirs           | Nuovi poteri                    | 24 dicembre 2019      | 7 agosto 2021        |
| 33               | Nouveaux Héros              | Nuovi eroi                      | 24 dicembre 2019      | 10 agosto 2021       |
| 34               | Nathalie vue par Gabriel    | Nathalie vista da Gabriel       | 26 dicembre 2019      | 14 agosto 2021       |
| 35               | Mayura et les Sentimonstres | Mayura e i Sentimostri          | 26 dicembre 2019      | 31 agosto 2021       |
| 36               | Les Sentiments              | Sentimenti                      | 13 gennaio 2020       | 12 febbraio 2020     |

## Marinette a Parigi
- Titolo originale: Marinette et Paris

### Trama
Marinette parla dei suoi tre principali monumenti preferiti di Parigi quali il Louvre, il Trocadéro e la Tour Eiffel.

## Marinette e la moda
- Titolo originale: Marinette et la mode

### Trama
Marinette parla delle sue ambizioni per diventare una stilista e delle sue creazioni.

## Ladybug vista da Adrien
- Titolo originale: Ladybug vue par Adrien

### Trama
Adrien cerca di scrivere una lettera per Ladybug e considera di rivelare a lei la sua identità segreta, ma si rende conto che non può vedere.

## Ladyblog
- Titolo originale: Ladyblog

### Trama
Alya descrive il suo Ladyblog e il suo supereroe preferito, Ladybug.

## La doppia vita di Adrien
- Titolo originale: La double vie de Adrien

### Trama
Adrien parla della sua vita normale e della sua vita da supereroe.

## Marinette e Alya
- Titolo originale: Marinette et Alya

### Trama
Marinette parla della sua amicizia con Alya.

## La doppia vita di Marinette
- Titolo originale: La double vie de Marinette

### Trama
Marinette parla della sua vita e delle sue responsabilità da superoina.

## Chat Noir visto da Marinette
- Titolo originale: Chat Noir vu par Marinette

### Trama
Ladybug parla del suo partner, Chat Noir.

## La mia festa di compleanno
- Titolo originale: La fête d'anniversaire

### Trama
Marinette pianifica la sua festa di compleanno.

## Marinette e Adrien
- Titolo originale: Marinette et Adrien

### Trama
Marinette parla dei suoi sentimenti per Adrien.

## Maestro Fu
- Titolo originale: Maître Fu

### Trama
Marinette parla del suo incontro con il Maestro Fu, l'ultimo membro dell'ordine dei Guardiani dei Miraculous.

## Tikki
- Titolo originale: Tikki

### Trama
Marinette parla di Tikki e del loro primo incontro. Tikki è il Kwami della Creazione che, con il Miraculous della Coccinella, trasforma Marinette in Ladybug. Marinette vorrebbe far presentare Tikki ai suoi genitori o ad Alya ma sa che non può farlo.

## Plagg
- Titolo originale: Plagg

### Trama
Adrien parla di Plagg e del loro primo incontro. Plagg è il Kwami della Distruzione che, con il Miraculous del Gatto Nero, trasforma Adrien in Chat Noir. Anche con i suoi difetti, Plagg riesce a far rendere Adrien felice e lui è contento di averlo nella sua vita a Plagg piace il camembert.